# Albert Papelier
Pour les articles homonymes, voir Papelier.
Albert Papelier est un homme politique français né le 5 décembre 1845 à Nancy (France) et mort le 10 octobre 1918 à Saint-Mandé.

## Biographie
Fils d'un négociant, il s'inscrit à Saint-Cyr mais doit y renoncer à cause de problèmes de santé. Après la guerre de 1870, il fonde les docks nancéiens et publie de nombreux ouvrages d'économie agricole. Il est aussi le fondateur de la Prévoyance nancéienne, et créé des assurances mutuelle contre la mortalité du bétail. Conseiller municipal de Nancy en 1880, il est député de Meurthe-et-Moselle de 1889 à 1902, siégeant à gauche mais ne s'inscrivant dans aucun groupe parlementaire. Il est administrateur à Nancy d'un mont-de-piété et de la Caisse d'Epargne. Il participe durant sa seconde mandature à la création du 20e corps d'armée à Nancy. En 1896, il fonde la Prévoyance nancéienne, société de mutualité qui obtient la médaille d'or à l'Exposition universelle de 1900 à Paris. Papelier devient aussi président de la Société Centrale d'Agriculture et Meurthe-et-Moselle et de la Fédération Agricole de l'Est. En 1897, il devient administrateur des docks de triage en Seine-et-Oise. Il porte à la Chambre certaines idées sociales et prêche pour un protectionnisme. Il échoue cependant en 1902 à Nancy face à la vague nationaliste et à la jeunesse de Fery de Ludre. Il cherche ensuite à se faire élire au Sénat, sans succès. 

## Sources
- « Albert Papelier », dans le Dictionnaire des parlementaires français (1889-1940), sous la direction de Jean Jolly, PUF, 1960 [détail de l’édition]
- Dir. Jean El Gammal, François Roth et Jean-Claude Delbreil, Dictionnaire des Parlementaires lorrains de la Troisième République, Metz, Serpenoise, 2006 (ISBN 2-87692-620-2, OCLC 85885906, lire en ligne)